# Rättvisenätverket SPEAK
Speak, eller i sin långform Rättvisenätverket Speak, är ett kristet ekumeniskt nätverk som vill verka för global rättvisa genom en kombination av bön och aktion. Speak har ingen central organisation utan är uppbyggt av lokalgrupper. Nätverket är politiskt och samfundsmässigt obundet och varje lokalgrupp är fri att samarbeta med vilken organisation som helst.
Enligt Speaks hemsida engagerar sig lokalgrupperna "på ett konkret sätt (-) för de svaga, de fattiga och bortglömda". Speak menar att kombinationen av bön, opinionsbildning och handling är ett kraftfullt medel för att förändra samhället. De säger sig vilja följa Jesus genom radikalt lärjungaskap och vara en samhällsförvandlande politisk rörelse.
Nätverket arbetar inom områden som rättvis handel (se bl.a. "Rättvisemärkt"), fred, HIV/AIDS, genus och globaliseringsfrågor.
Namnet är övertaget från det betydligt större engelska nätverket och anspelar på ett bibelcitat som på engelska börjar "Speak up..." men på svenska lyder: Höj din röst för den stumme, till försvar för alla som sviktar. Höj din röst och döm rättfärdigt, försvara de fattiga och svaga. (Ords 31:8-9).
Speak är störst i Storbritannien men finns också i Tyskland , Frankrike, Spanien, USA, Nederländerna, Brasilien, delar av Afrika och i Sverige.